# Sokuluk
Sokuluk (kirgisisch und russisch Сокулук, dunganisch Сохўлў) ist eine Gemeinde in Kirgisistan mit etwa 18.000 Einwohnern.
Sie ist der Verwaltungssitz des gleichnamigen Rajons Sokuluk im Oblus Tschüi. Sokuluk befindet sich 30 km westlich der kirgisischen Hauptstadt Bischkek an der Fernstraße, die von Bischkek nach Karabalta und jenseits der kasachischen Grenze weiter nach Taras führt.
Im 19. Jahrhundert ließen sich deutschstämmige Mennoniten in Sokuluk und Umgebung nieder, die meisten ihrer Nachfahren siedelten seit den 1980er Jahren wieder nach Deutschland aus.

## Söhne und Töchter des Ortes
- Iasyr Shivaza (1906–1988), sowjetischer dunganischer Dichter, Schriftsteller, Herausgeber und Wissenschaftler